# Pardalinops
Pardalinops là một chi ốc biển, là động vật thân mềm chân bụng sống ở biển trong họ Columbellidae.

## Các loài
Các loài trong chi Pardalinops gồm có:
- Pardalinops aspersa (G.B. Sowerby, 1844)
- Pardalinops jousseaumei (Drivas & Jay, 1997)
- Pardalinops marmorata (Gray, 1839)
- Pardalinops propinqua (Smith, 1891)
- Pardalinops testudinaria (Link, 1807)